# Seznam vrcholů v Opavské pahorkatině

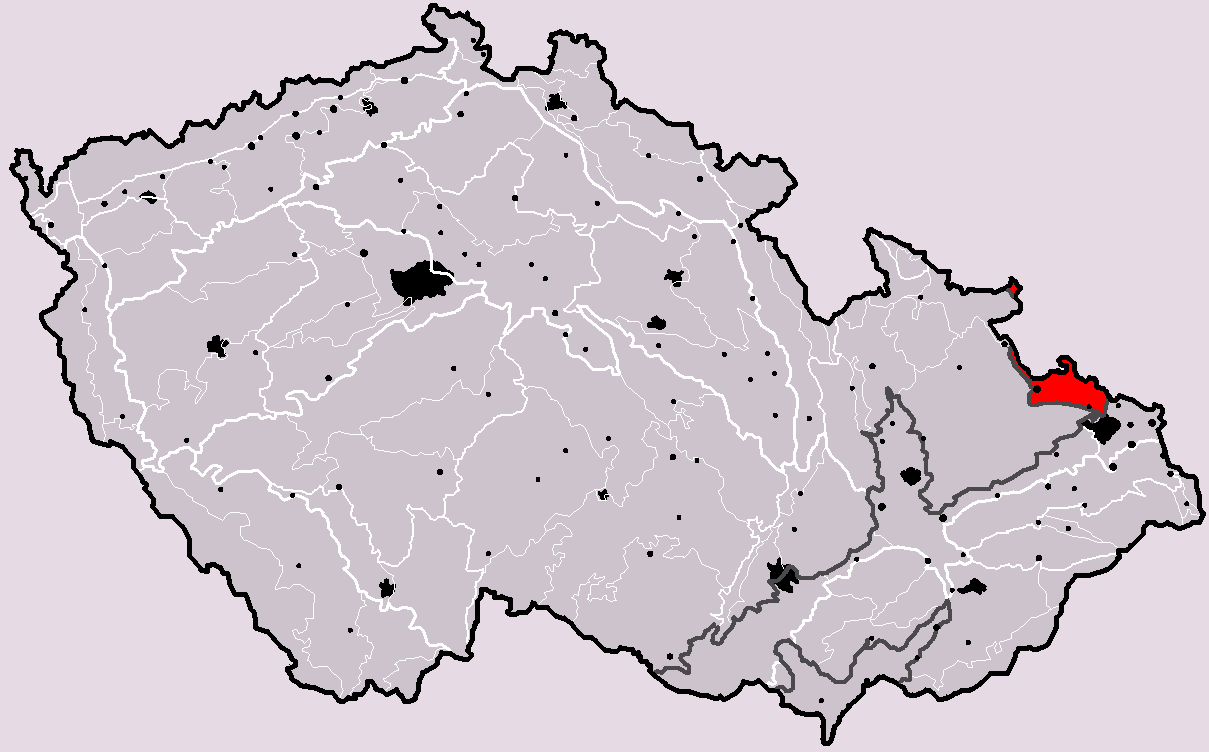
Opavská pahorkatina na mapě České republiky

Seznam vrcholů v Opavské pahorkatině (polsky Płaskowyż Głubczycki) obsahuje všechny pojmenované opavské vrcholy. Seznam je založen na údajích dostupných na stránkách Mapy.cz. Jako hranice pohoří byla uvažována hranice stejnojmenného geomorfologického celku. Vzhledem k tomu, že Opavská pahorkatina je nízká a málo členitá, nenachází se zde žádný vrchol s prominencí nad 100 m. Seznam zahrnuje pouze českou část pahorkatiny.

## Nejvyšší vrchol
Pokud se však uvažuje také polská strana Opavské pahorkatiny, pak je jednoznačně nejvyšším vrcholem Plechowa Góra nazývaná také Plechowa (328 m n. m.) a druhým nejvyšším vrcholem je Płoszczyniec (324 m n. m.).

## Seznam českých vrcholů podle výšky
Seznam českých vrcholů podle výšky obsahuje všechny pojmenované vrcholy Opavské pahorkatiny. Celkem jich je 10, z toho 3 s výškou nad 300 m. Nejvyšší z nich se nacházejí v okrsku Kobeřická pahorkatina. Nejvyšší českou horou Opavské pahorkatiny je Almin kopec (nazývaný také Almín kopec) s nadmořskou výškou 315 m. 
| #   | Vrchol            | Výška m n. m. | Souřadnice                       | Okrsek                | Přístup                  |
| --- | ----------------- | ------------- | -------------------------------- | --------------------- | ------------------------ |
| 1.  | Almin kopec       | 315           | 50°00′05″ s. š., 17°58′57″ v. d. | Kobeřická pahorkatina | neznačeno                |
| 2.  | Obecník           | 313           | 50°00′28″ s. š., 17°58′15″ v. d. | Kobeřická pahorkatina | neznačeno                |
| 3.  | Hadí kopec        | 303           | 49°57′48″ s. š., 17°59′22″ v. d. | Kobeřická pahorkatina | neznačeno                |
| 4.  | Lysý vrch         | 296           | 49°58′47″ s. š., 18°07′07″ v. d. | Vřesinská pahorkatina | neznačeno                |
| 5.  | U Ztracené cesty  | 292           | 49°57′59″ s. š., 17°54′24″ v. d. | Kobeřická pahorkatina | neznačeno                |
| 6.  | Oldřišovský kopec | 285           | 49°56′44″ s. š., 17°59′59″ v. d. | Kobeřická pahorkatina | zelená turistická značka |
| 7.  | Kliplák           | 285           | 49°55′20″ s. š., 17°52′50″ v. d. | Otická nížina         | neznačeno                |
| 8.  | Davidka           | 274           | 49°54′19″ s. š., 18°12′50″ v. d. | Vřesinská pahorkatina | neznačeno                |
| 9.  | Na Píšťském       | 268           | 49°57′43″ s. š., 18°10′15″ v. d. | Vřesinská pahorkatina | neznačeno                |
| 10. | Na kopci          | 263           | 49°54′04″ s. š., 18°09′29″ v. d. | Kravařská rovina      | neznačeno                |